# Nicholas Cooke

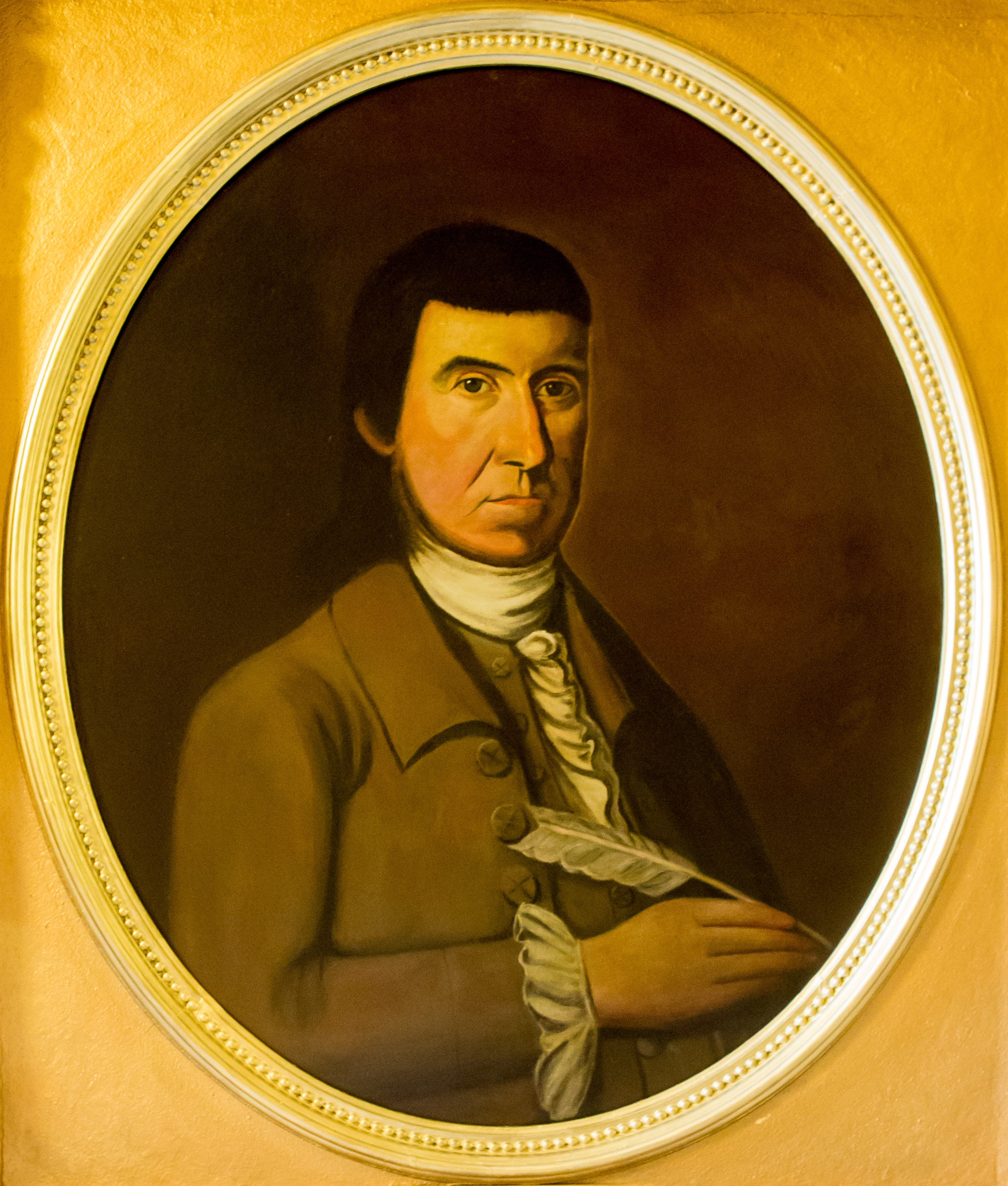
Nicholas Cooke.

Nicholas Cooke, född 3 februari 1717 i Providence i Kolonin Rhode Island och Providenceplantagen, död 14 september 1782, var den förste guvernören i Rhode Island sedan detta blev en del i Amerikas Förenta Stater. Han var guvernör från november 1775 till maj 1778.
Cooke hade varit sjökapten och drivit ett distilleri och ett repslagarföretag. Han var medlem av Beneficent Congregational Church från 1747 till sin död.
Cooke valdes till viceguvernör i Rhode Island 1768 och 1775. Han blev guvernör det senare året, sedan lojalisten Joseph Wanton avgått från guvernörsämbetet.

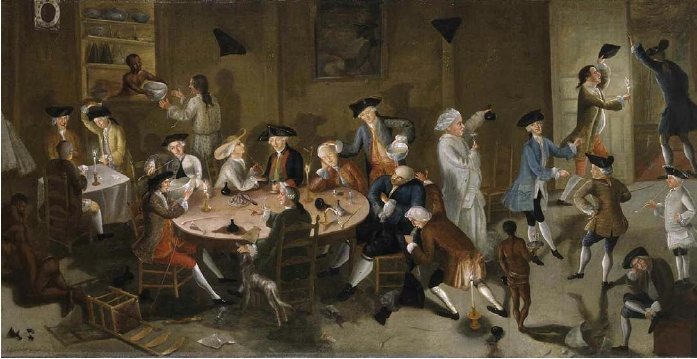
Cooke och andra handelsmän från Rhode Island på "Sea Captains Carousing in Surinam" från 1755.